# Mistrzostwa Polski w Biathlonie 2011
44. Mistrzostwa Polski w biathlonie 2011 odbyły się w Jakuszycach w dniach 21–25 marca 2011.
Poprzednie krajowe mistrzostwa rozegrano w 2009 roku. W 2010 roku mistrzostw nie udało się zorganizować. Początkowo miały odbyć się na przełomie marca i kwietnia w Jakuszycach, jednak z powodu braku śniegu zostały przeniesione do Kościeliska na 27–29 grudnia, a następnie odwołane (niemożliwość przygotowania tras, mała ilość śniegu).

## Mężczyźni

### Sprint (10 km)
| M | Zawodnik            | Klub             | Czas    | Kary |
| - | ------------------- | ---------------- | ------- | ---- |
| 1 | Tomasz Sikora       | AZS-AWF Katowice | 25:10,8 | 0    |
| 2 | Łukasz Szczurek     | BKS Kościelisko  | + 32,1  | 0    |
| 3 | Krzysztof Pływaczyk | BKS Kościelisko  | + 46,6  | 1    |

Data: 21.03.2011

### Bieg pościgowy (12,5 km)
| M | Zawodnik            | Klub            | Czas     | Kary |
| - | ------------------- | --------------- | -------- | ---- |
| 1 | Krzysztof Pływaczyk | BKS Kościelisko | 35:15,2  | 3    |
| 2 | Adam Kwak           | BKS Kościelisko | + 25,5   | 5    |
| 3 | Łukasz Szczurek     | BKS Kościelisko | + 1:41,1 | 7    |

Data: 22.03.2011

### Bieg masowy (15 km)
| M | Zawodnik            | Klub            | Czas     | Kary |
| - | ------------------- | --------------- | -------- | ---- |
| 1 | Krzysztof Pływaczyk | BKS Kościelisko | 55:30,5  | 3    |
| 2 | Adam Kwak           | BKS Kościelisko | + 2:07,6 | 6    |
| 3 | Łukasz Szczurek     | BKS Kościelisko | + 3:10,8 | 8    |

Data: 24.03.2011

### Sztafeta 4×7,5km
| M | Klub               | Zawodnicy                                                        | Czas      |
| - | ------------------ | ---------------------------------------------------------------- | --------- |
| 1 | BKS WP Kościelisko | Adam Kwak, Mirosław Kobus, Łukasz Szczurek, Krzysztof Pływaczyk  | 1:30.39,5 |
| 2 | AZS-AWF Katowice   | Maciej Nędza-Kubiniec, Grzegorz Bril, Tomasz Sikora, Rafał Lepel | + 33,8    |
| 3 | AZS AWF Wrocław    | Mateusz Stec, Sebastian Witek, Piotr Kotas, Łukasz Witek         | + 3:44,0  |

Data: 25.03.2011

## Kobiety

### Sprint (7,5 km)
| M | Zawodniczka    | Klub                        | Czas    | Kary |
| - | -------------- | --------------------------- | ------- | ---- |
| 1 | Agnieszka Cyl  | MKS Karkonosze Jelenia Góra | 21:26,2 | 1    |
| 2 | Monika Hojnisz | UKS Lider Katowice          | + 45,2  | 1    |
| 3 | Karolina Pitoń | AZS-AWF Katowice            | + 54,6  | 0    |

Data: 21.03.2011

### Bieg pościgowy (10 km)
| M | Zawodniczka    | Klub                        | Czas     | Kary |
| - | -------------- | --------------------------- | -------- | ---- |
| 1 | Agnieszka Cyl  | MKS Karkonosze Jelenia Góra | 36:15,3  | 6    |
| 2 | Paulina Bobak  | AZS-AWF Katowice            | + 1:12,7 | 2    |
| 3 | Monika Hojnisz | UKS Lider Katowice          | + 1:40,4 | 4    |

Data: 22.03.2011

### Bieg masowy (12,5 km)
| M | Zawodnik          | Klub               | Czas     | Kary |
| - | ----------------- | ------------------ | -------- | ---- |
| 1 | Monika Hojnisz    | UKS Lider Katowice | 51:27,9  | 3    |
| 2 | Magdalena Gwizdoń | BLKS Żywiec        | + 32,0   | 5    |
| 3 | Beata Szymańczak  | AZS-AWF Katowice   | + 1:36,3 | 9    |

Data: 24.03.2011

### Sztafeta 4×6km
| M | Klub                        | Zawodniczki                                                     | Czas      |
| - | --------------------------- | --------------------------------------------------------------- | --------- |
| 1 | AZS-AWF Katowice            | Karolina Pitoń, Beata Szymańczak, Krystyna Pałka, Paulina Bobak | 1:26.38,9 |
| 2 | MKS Karkonosze Jelenia Góra | Kamila Buchla, Magdalena Nykiel, Ewa Buchla, Agnieszka Cyl      | + 5:57,1  |
| 3 | BKS Kościelisko             | Anna Mąka, Katarzyna Leja, Karolina Batożyńska, Kinga Mitoraj   | + 6:45,8  |

Data: 25.03.2011